# The Flaming Disc
The Flaming Disc er en amerikansk stumfilm fra 1920 af Robert F. Hill.

## Medvirkende
- Elmo Lincoln som Elmo Gray / Jim Gray
- Louise Lorraine som Helen
- Monte Montague som Bat
- Lee Kohlmar som Wade
- George B. Williams som Stanley Barrows
- Jenks Harris
- Ray Watson som Rodney Stanton
- Fred Hamer som Briggs
- Fay Holderness
- Bob Reeves